# Cheqā Gorg
Cheqā Gorg (persiska: چِغا گُرگ, چَغَ گُرگ, Cheghā Gorg, Choqāgorg, چُقاگُرگ, چقا گرگ) är en ort i Iran.   Den ligger i provinsen Lorestan, i den centrala delen av landet, 300 km sydväst om huvudstaden Teheran. Cheqā Gorg ligger 2 233 meter över havet och antalet invånare är 173.
Terrängen runt Cheqā Gorg är kuperad. Runt Cheqā Gorg är det ganska glesbefolkat, med 29 invånare per kvadratkilometer. Närmaste större samhälle är Cheshmeh Par, 6,5 km norr om Cheqā Gorg. Trakten runt Cheqā Gorg består i huvudsak av gräsmarker.